# Shinnecock Hills
Shinnecock Hills – jednostka osadnicza w Stanach Zjednoczonych, w stanie Nowy Jork, w hrabstwie Suffolk, nad Oceanem Atlantyckim.